# Sagaidac
Sagaidac è un comune della Moldavia situato nel distretto di Cimișlia di 2.453 abitanti al censimento del 2004